# ريمي جاك
ريمي جاك (بالفرنسية: Rémy Jacques)‏ هو سياسي فرنسي، ولد في 17 يناير 1817 في فرنسا، وتوفي في 15 سبتمبر 1905. انتخب عضو مجلس الشيوخ في الجمهورية الفرنسية الثالثة وانتخب نائب فرنسي.